# فتحية صرصور
ولدت فتحية إبراهيم عبد القادر صرصور في السادس من يناير من العام 1953م. في الرابع عشر من يوليو في العام 1948م هجرت عائلتها من مدينة اللد المغتصبة، تسكن حاليا بحي تل الهوى بمدينة غزة.

## المؤهل
حصلت على الماجستير اللغة العربية في النقد الأدبي عن أطروحتها الموسومة بــ (خصائص الأسلوب في شعر فدوى طوقان).

## العمل
بعد التخرج من كلية البنات الإسلامية الأزهر بالقاهرة عملت في مجال التعليم كمدرسة، ثم مديرة لثمانية عشر عاما بمدرسة هاشم الشوا الثانوية للبنات، في العام 2013م بدأت حياتها الجديدة بعد التقاعد.

## الخبرات الوظيفية
- أشرفت وشاركت في تحكيم مسابقة الشيخ راشد بن حميد الثقافية
- حضرت العيد من الدورات التربوية والقيادية
- دورات في الإرشاد التربوي
- دورات في القيادة الناجحة
- دورة القياس والتقويم
- دورات في الإسعافات الأولية والتدخل الآمن
- دورات في صحة الجسم والعقل
- دورة الخط العربي
- دورة خرائط العقل

قامت بتنفيذ عدة دورات منها:
- تأهيل معلمي الصفين الأول والثاني الأساسيين
- دورة إعداد معلم جديد
- شاركت في العديد من أيام العمل والورشات التدريبية والتعليمية

البدايات:
منذ كانت طفلة كتبت القصة والمقطوعة الشعرية، تقرأها في الإذاعة المدرسية، فظلت هي والقلم رفيقان، إلى أن حصلت على درجة الماجستير، فأصبحت الكتابة لديها عملا يوميا، كتبت في كثير من الموضوعات وأبحرت في العديد من أنماط الكتابة، فمن كلمة موزونة، لقصة قصيرة، والأغنية، للدراسة النقدية الأدبية
أسست مع صديقتها د. مي نايف صالون نون الأدبي منذ العام 2002م ولازال نشاطه مستمرا.

## النشاطات
- ناشطة في العمل الثقافي والمجتمعي والتطوعي.
- عضو اتحاد الكتاب الفلسطينيين .
- عضو المجلس التنفيذي بالتجمع الوطني للدفاع عن حق العودة.
- مسؤولة اللجنة الثقافية في اللجان الشعبية لحي الزيتون.
- مسؤولة اللجنة الثقافية بجمعية أهالي يافا.
- عضو مركز معلومات وإعلام المرأة.
- عضو الأمانة العامة لجمعية الهلال الأحمر لقطاع غزة.
- عضو ملتقى الصداقة الثقافي.
- عضو المكتب الحركي لاتحاد الكتاب الفلسطينيين.
- عضو فريق حملة الإحسان التطوعية.
- عضو اتحاد كتاب الإنترنت.
- عضو اللجنة الاستشارية للجنة المرأة والطفل بوزارة الثقافة.
- عضو اللجنة الاستشارية لجائزة امرأة فلسطين بوزارة شؤون المرأة.

## المؤتمرات
- عام 1985م شاركت في مؤتمر المرأة الفلسطينية المقام بمدينة أبو ظبي بدولة الإمارات العربية.
- مؤتمر المرأة المبدعة بمدينة رام الله في العام 2005م.
- المشاركة في اليوم الدراسي: المرأة في الأدب الفلسطيني، نظمته وزارة الثقافة (ملتقى حرف وقمر) وقسم اللغة العربية بجامعة الأقصى، عنوان الورقة: المرأة تصنع ثقافة.
- عدد من المؤتمرات والندوات الثقافية والأكاديمية في جامعات ومؤسسات الوطن.

## مؤلفاتها
- خصائص الأسلوب في شعر فدوى طوقان
- رحلات فدوى طوقان – محطات صعبة وأخرى مضيئة
- فدوى طوقان تعزف لحنها الأخير وتمضي
- فدوى والإبداع
- الرؤيا في القرآن الكريم (دراسة أسلوبية)
- قصة الخليل إبراهيم في القرآن الكريم (دراسة تحليلية)
- عصفور القلب «مجموعة قصصية» (إلكترونيا)
- اخترت لك " من روائع الأدب العربي والغربي
- مدرسة الحاج هاشم الشوا سيرة ومسيرة
- مجموعة من قصص الأطفال لحساب إحدى دور النشر
- حكايات الأجداد للأحفاد (سلسلة كي لا ننسى)

الكتاب الأول: الألعاب الشعبية
الكتاب الثاني: الحرف والمهن الشعبية
الكتاب الثالث: العرس الفلسطيني
الكتاب الرابع: المواسم والأعياد الشعبية والدينية في فلسطين
الكتاب الخامس: الأزياء والمأكولات الشعبية الفلسطينية
الكتاب السادس فلسطين قصص وحكايات
- كتاب حياتي (سيرة ذاتية)
- خربشات من كشكول يوميات الحرب المريرة
- أغنيات الحب والوجع
- قصص للأطفال:
- سلسلة كائنات ذكرت في القرآن
- سلسلة آداب وسلوكيات
- سلسلة القصص التراثية
- دعاء الأنبياء في القرآن الكريم جزءين
- فدوى طوقان لحن أخير وحب ما قبل الرحيل
- فدوى طوقان وأنا
- للفتيان - رحلة داخل الأوطان (أم الريحان جنة الرحمن)
- رحلة غريب عسقلاني بين الغربة والإبداع
- كتاب أمثالنا الشعبية من الأجداد للأحفاد (الجزء الأول)

## أبحاث منشورة
- قراءة في ديوان مفردات فلسطينية للشاعر صالح فروانة.
- قراءة في ديوان النورس للشاعر مصطفى الأغا.
- استنطاق معاني المكان في يافا- قراءة في أعمال خليل حسونة الشعرية.
- قراءة على قراءة الأديب المصري الدكتور أحمد فضل شبلول.
- تقريظ لديوان خنساء فلسطين رحاب كنعان.
- عدد من الأبحاث غير المنشورة.
- عدد من المقالات والموضوعات المنشورة الكترونيا.
- العديد من اللقاءات التلفزيونية والإذاعية، والمقابلات الصحفية ورقيا وإلكترونيا.

## التقديرات
أحرزت العديد من شهادات التقدير والجوائز سواء من خلال العمل المهني أو الثقافي أو الطوعي وأهمها:
- وسام تكريم من مؤتمر المرأة الفلسطينية بدولة الإمارات العربية في العام 1984م
- شهادة ودرع مع تقدير مادي من الشيخة فاطمة بنت زايد آل نهيان رئيس جمعية أم المؤمنين النسائية بعجمان بدولة الإمارات في العام 1985م
- شهادة تقدير ودرع من وزير الثقافة الفلسطيني الأديب يحيى يخلف خلال مؤتمر المرأة المبدعة بمدينة رام الله العام 2005م
- درع الأقصى من الأستاذ عبد الله الحوراني رئيس المركز القومي للدراسات والتوثيق عن دوري في المجلس التنفيذي بالتجمع الوطني للدفاع عن حق العودة والمشاركة بمؤتمر «حق العودة» 2007م.
- وسام تقدير من محافظ غزة السيد محمد القدوة في حفل تكريم المؤسسات الثقافية العام 2008م
- شهادة تقدير ووسام جمعية المرأة المبدعة العام 2009م
- شهادة تقدير ودرع جامعة فلسطين العام 2009م
- شهادة تقدير ودرع مهرجان تكريم رائدات العمل التطوعي 2011م، من طاقم شئون المرأة
- شهادة تقدير اتحاد الكتاب الفلسطينيين
- تكريم وشهادة من ملتقى الصداقة الثقافي العام 2012م
- تكريم كبار الكتاب والأدباء بدرع المناضل عبد الله حوراني 2014
- جائزة المؤسسة الدولية (كاريتاس) لتكريم إبداع الكبار 2015
- درع دوحة الإبداع 2016م
- شهادة ودرع تكريم امرأة فلسطين لعام 2015م
- تكريم المكتب الحركي المركزي لكبار الكتاب يوليو 2016م
- جائزة البيت الصامد نساء فاعلات 2019م
- تكريم من عدة مؤسسات وطنية؛ ثقافية واجتماعية